# Sonja Johnson
Sonja Johnson (n. 14 decembrie 1967, Albany⁠(d), Australia de Vest, Australia) este o sportivă ce a reprezentat Australia, medaliată olimpică. A participat la o ediție a Jocurilor Olimpice (2008) în care a câștigat o medalie de argint.

## Participări
Lista de mai jos prezintă principalele competiții la care a participat Sonja Johnson de-a lungul carierei.
- equestrian at the 2008 Summer Olympics – team eventing[*]